# М'ята довголиста
М'ята довголиста (Mentha longifolia) — багаторічна трав'яниста рослина роду м'ята родини глухокропивових.

## Поширення
- Африка
  - Північна Африка: Алжир, Марокко, Туніс
  - Північна Субсахарська Африка: Ефіопія
  - Східна Субсахарська Африка: Кенія
  - Південна Субсахарська Африка: Зімбабве, Намібія, ПАР, Есватіні, Лесото
- Азія
  - Західна Азія: Афганістан, Кіпр, Єгипет — Синай, Іран, Ірак, Ізраїль, Ліван, Сирія, Туреччина
  - Кавказ: Вірменія, Азербайджан, Грузія, Росія — Передкавказзя, Дагестан
  - Сибір: Росія — Західний Сибір
  - Індійський субконтинент: Індія, Непал, Пакистан
- Європа
  - Північна Європа: Швеція
  - Середня Європа: Австрія, Бельгія, Чехія, Словаччина, Німеччина, Угорщина, Польща, Швейцарія
  - Східна Європа: Білорусь, Естонія, Латвія, Литва, Молдова, Росія — європейська частина, Україна (включаючи Крим)
  - Південно-Східна Європа: Албанія, Болгарія, колишня Югославія, Греція (включаючи Крит), Італія, Румунія
  - Південно-Західна Європа: Франція, Португалія, Іспанія

Рослина зустрічається по берегах річок, озер, канавах і болотах. Культивують у центральних районах РФ, в Україні і Кавказі.
Підвид Mentha longifolia ssp. cyprica зустрічається лише на Кіпрі.

## Ботанічна характеристика
Кореневище повзуче. Стебло висотою 80-90 см, кремезне, чотиригранне, слабоопушенне, гіллясте, добре облистяне. Листки сидячі, від яйцеподібно-довгастих до ланцетоподібних, загострені, по краю пильчато-зубчасті, опушені. Квітки дрібні, світло-бузкові або лілові, зібрані в кільчасте гроноподібне суцвіття.

## Біологічні особливості
М'ята довголиста зимостійка. Вимоглива до світла і вологи. Віддає перевагу відкритим сонячним ділянкам. При нестачі світла знижується вміст ефірної олії, нижнє листя обсипається. Добре росте на легких, зволожених і багатих поживними елементами ґрунтах. Цвіте в липні-серпні, масове цвітіння в кінці липня. Плодоносить у серпні-вересні.
Добре сприймає органічні і мінеральні добрива (особливо фосфорні та азотні). Стійка до хвороб.

## Розмноження та агротехніка
Розмножується кореневищами. Агротехніка м'яти довголистої аналогічна м'яті перцевій.

## Збирання врожаю і зберігання сировини
Збирають м'яту в період масового цвітіння. Рослини зрізують на висоті 10-12 см від рівня ґрунту і відправляють на завод для отримання ефірної олії.
При заготівлі сировини скошену масу злегка підсушують на сонці, потім досушують під навісом або в добре провітрюваному приміщенні.
Після збирання м'ята добре відростає і дає другий урожай. На одному місці її вирощують протягом двох-трьох років. Врожайність сировини за один укіс становить 15-18 т / га.

## Склад
У найкращих зразків, вирощуваних в державних наукових ботанічних садах, вміст ефірної олії в надземній частині квітучих рослин 0,50-0,92 % сирої маси сировини (1,42 — 3,33 % абсолютно сухої маси). Ефірна олія знаходиться в суцвіттях-1, 54 % (4,61 %), в листі-0,74 (2,02) і в стеблах — 0,10 % (0,24 %).

## Лікарські властивості
Ефірна олія м'яти довголистої рухлива, безбарвна або світло-жовта, з приємним трав'янисто-пряним запахом. Містить ментол, ментон, пулегон, карвакрол і ліналоол. Воно має антисептичні, болезаспокійливі властивості, покращує травлення.
У народній медицині її використовують як заспокійливий, потогінний, відхаркувальний засіб. Вживають при шлункових захворюваннях, жовтяниці, водянці. М'ятний настій застосовують для полоскання горла. Роблять примочки при зубному болю, наривах, виразках в порожнині рота.

## Застосування
У молочній промисловості м'яту довголисту використовують при виготовленні розсільних сирів в Закавказзі. Її додають у пряні суміші. Ефірну олію використовують в парфюмерно-косметичних цілях. У вигляді салату рослину подають до столу в Грузії, Вірменії, Дагестані, Узбекистані, Туркменістані.
Значно покращує м'ята смак і запах вегетаріанських супів, а також м'ясних, курячих бульйонів, рибної солянки. Широко використовують м'яту довголисту у других м'ясних стравах. Нею приправляють смажену яловичину, шашлики. Приємний аромат надає цей вид м'яти начинці для пиріжків. На трав'янистому настої готують тісто для узбецьких коржів. М'яту довголисту кладуть при маринуванні баклажанів, при квашенні капусти, а також капусти рубаною в поєднанні з буряком. Ніжний аромат додає вона азербайджанським шербетам: фруктовому і рожевому, причому останній присмачують не листям, а насінням.
Хороший медонос. Медопродуктивність 300 кг / га.